# Reservorio del Mocó
Reservorio del Mocó (en portugués: Reservatório do Mocó) es un depósito de agua situado en Manaos, capital del estado brasileño de Amazonas, en la calle Belén. Construido en el siglo XIX, para el suministro regular de agua en la ciudad, actualmente sigue en funcionamiento, suministrando  agua a algunos barrios. La construcción, que pertenece a la compañía local de suministro de agua, fue inaugurado en 1899. El depósito es una construcción de estilo neorrenacentista protegido por el IPHAN (Instituto Nacional Histórico y Patrimonio Artístico del Brasil) como patrimonio histórico nacional, construido en hierro fundido, con elementos decorativos en su interior y rodeado exteriormente por una estructura de base cuadrangular en mampostería que contiene, por fachada, siete arcos de acceso en la parte baja y siete edículos con forma de ventana en la parte superior.